# Kułaków
Kułaków – kolonia wsi Wołoskowola w Polsce, położona w województwie lubelskim, w powiecie włodawskim, w gminie Stary Brus.
Kolonia należy do rzymskokatolickiej parafii Matki Bożej Częstochowskiej w Starym Brusie. 
W latach 1975–1998 kolonia administracyjnie należała do województwa chełmskiego.